# Pałac Rad
Pałac Rad (ros. Дворец советов, Dworiec Sowietow) – projekt gmachu Rady Najwyższej ZSRR w Moskwie w pobliżu Kremla, na miejscu zburzonej w tym celu Cerkwi Chrystusa Zbawiciela. Konkurs architektoniczny (lata 1931–1933) zwyciężył neoklasyczny projekt Borisa Iofana, później zmieniony przez Iofana, Władimira Szczuko i Władimira Gelfrejcha w drapacz chmur. Gdyby budynek powstał, stałby się najwyższą w swoim czasie budowlą na świecie (415 m).
Budowa rozpoczęła się w 1937 roku, jednak została przerwana niemiecką inwazją w 1941 roku. W latach 1941–1942 stalowa konstrukcja budynku została zdemontowana i wykorzystana do budowy fortyfikacji i mostów. Budowa nigdy nie została wznowiona. W 1958 roku fundamenty pałacu zostały zamienione w jeden z największych na świecie odkrytych basenów. Cerkiew została odbudowana w latach 1995–2000.
W 1935 roku zbudowano w pobliżu stację metra Dworiec Sowietow przemianowaną w 1957 roku na Kropotkinskaja.

## Historia pomysłu
Związek Radziecki został utworzony w grudniu 1922 roku na pierwszym Zjeździe Rad ZSRR. Na tymże kongresie Siergiej Kirow zaproponował w swej mowie budowę pałacu „na miejscu pałaców należących do bankierów, kułaków i carów”. Kirow stwierdził, że istniejąca aula wkrótce będzie zbyt mała, by pomieścić delegatów z nowych republik Związku. Pałac miał być „kolejnym krokiem dla uświadomienia ciągle uśpionemu europejskiemu proletariatowi, że przychodzimy na dobre i na zawsze, i że idee komunizmu są tak głęboko zakorzenione jak studnie wydrążone przez bakijskich naftowców”.
Śmierć Lenina w 1924 roku oraz konstrukcja tymczasowego Mauzoleum Lenina zainicjowały narodową kampanię na rzecz budowy pomników Lenina w całym Związku Radzieckim. Wiktor Balichin, doktorant na Wyższej Szkole Artystyczno-Technicznej, zaproponował umieszczenie pomnika Lenina na szczycie budynku Komitetu Centralnego. Budynek miał powstać w miejscu wyburzonej Cerkwi Chrystusa Zbawiciela. „Światło lamp łukowych zaleje wsie, miasteczka, parki i skwery, wzywając wszystkich do oddawania czci Leninowi nawet w nocy”. Koncepcja Balichina, zapomniana przez moment, powróciła w projekcie Borisa Iofana.

## Wyburzenie Cerkwi Chrystusa Zbawiciela
Sześć lat później, w lutym 1931 roku, rząd ogłosił pierwszy konkurs architektoniczny na zaprojektowanie Pałacu. Konkurs zakończył się w maju 1931 roku, nie wyłaniając zwycięzcy.
2 czerwca narada przywódców partii postanowiła, że Pałac stanie w miejscu Cerkwi Chrystusa Zbawiciela. Decyzja ta została formalnie potwierdzona 16 lipca przez Radę Najwyższą ZSRR a dwa dni później, 18 lipca (w dniu ogłoszenia przez gazetę Izwiestija drugiego konkursu), rząd zlecił sporządzenie remanentu w Cerkwi.
Wyburzanie rozpoczęto 18 sierpnia, a zostało poprzedzone wyniesieniem z cerkwi wszystkich cennych przedmiotów. Cerkiew została ostatecznie zniszczona 5 grudnia w wyniku dwóch eksplozji. Wywożenie gruzów zajęło ponad rok.

## Pałac w literaturze i kulturze
Ryszard Kapuściński opisał wyburzenie cerkwi i plany budowy pałacu w jednym z rozdziałów książki Imperium. Kulisy budowy pałacu opisał również Wiktor Suworow w książce Ostatnia republika.
Radziecka propaganda skutecznie wykorzystała projekt, umieszczając Pałac Sowietów na znaczkach pocztowych RUSSIA 1937 MICHEL BLOCK 2. W 1941 została wydana kartka pocztowa przedstawiająca projekt Pałacu Rad która nigdy nie weszła do obiegu, dziś to ceniona i poszukiwana pamiątka przez kolekcjonerów. Katalog: Mi. P164b 20 kopiejek, zielona na żółtym chromie, przedstawiająca Pałac Sowietów. Obraz niebiesko-szary.